# Озёрки (Красноуфимский округ)
Озёрки — деревня в Красноуфимском округе Свердловской области. Входит в состав Озерского сельского совета.

## География
Населённый пункт расположен на левом берегу реки Уфа в 22 километрах на юго-юго-восток от административного центра округа — города Красноуфимск.

### Часовой пояс
Озерки как и вся Свердловская область, находится в часовой зоне МСК+2. Смещение применяемого времени относительно UTC составляет +5:00.

## Население
| 2002 | 2010 | 2021 |
| ---- | ---- | ---- |
| 471  | ↘378 | ↘331 |

## Улицы
Деревня разделена на девять улиц: Кирова, Космонавтов, Мавлютовой, Молодёжная, Новая, Советская, Сосновая, Студенческая, Ясная.